# Oosterland (Zélande)
Pour les articles homonymes, voir Oosterland.
Oosterland est un village appartenant à la commune néerlandaise de Schouwen-Duiveland, situé dans la province de la Zélande. Le 2 janvier 2008, le village comptait 2 415 habitants.
Oosterland était une commune indépendante jusqu'au 1er janvier 1961. À cette date, la commune fusionna avec Ouwerkerk et Nieuwerkerk pour former la nouvelle commune de Duiveland.

## Histoire
Le village a été créé entre 1353 et 1354 après que la partie est de l'ancienne île Duiveland fut endiguée. Ce nouveau polder était initialement appelé Duiveland Oesterniewelant, "l'est de Duive", puis le nom fut raccourci en "Oosterland". Après que les parages des terres basses, ou Mare Vliet eurent été consolidés, ce qui en reste est connu aujourd'hui sous le nom De Geule, approximativement : Les Ravines.
La tour de l'église de Oosterland, dotée d'un toit à pignon date de la fin du XIVe siècle. Le reste de l'église n'a été terminé que vers 1500. La nef originale, contemporaine de la tour a été détruite en 1612 et depuis lors, la tour est séparée du reste de l'église. Un château, la forteresse d'Oostersteyn établie à proximité de Oosterland a été démantelé en 1744. Dans le village, restauré en 2004 et en 2006 demeure encore par contre en état et parfois en fonctionnement le moulin, lequel a été élevé par Oosterland en 1752.